# 天鷹座19
天鷹座19，又名BD+05 4040，HD 178596、SAO 124318、HR 7266，是天鷹座的一颗恒星，视星等为5.22，位于銀經40.34，銀緯-1.12，其B1900.0坐标为赤經19h 4m 6s，赤緯+5° -1.12′ 57″。